# Associazione Calcio Juve Stabia 1999-2000
Questa voce raccoglie le informazioni riguardanti la Società Sportiva Juve Stabia nelle competizioni ufficiali della stagione 1999-2000.

## Stagione
Nella stagione 1999-2000 la Juve Stabia è giunta al quattordicesimo posto nel girone B del campionato di Serie C1 con 41 punti ma perdendo il Play-out contro l'Atletico Catania, retrocede in Serie C2. Inizia la stagione con il tecnico Salvatore Di Somma, che viene sostituito dopo sette giornate, condite da una sola vittoria, con Fausto Silipo, che porta a termine la stagione. Con gli stessi 41 punti delle vespe sono giunti anche la Lodigiani ed il Benevento, ma il Play-out li hanno dovuti giocare i gialloblù, che hanno chiuso il torneo con gli scontri diretti a sfavore rispetto alle altre due società. Oltretutto hanno perso gli spareggi con l'Atletico Catania, compagine che in campionato ha ottenuto solo 25 punti, sedici in meno delle vespe. Grazie al terzo posto ottenuto la scorsa stagione in campionato e perdendo la finale Play-off, la Juve Stabia ha potuto disputare la Coppa Italia nazionale, inserita nel gruppo 7 di qualificazione, che ha promosso  il Pescara. Mentre nella Coppa Italia di Serie C la Juve Stabia viene subito eliminata nei sedicesimi di finale, nel doppio confronto con l'Avellino.

## Rosa
| N. |                     | Ruolo | Calciatore                  |
| -- | ------------------- | ----- | --------------------------- |
|    | Italia (bandiera)   | P     | Antonio Efficie             |
|    | Italia (bandiera)   | P     | Stefano Sorrentino          |
|    | Italia (bandiera)   | D     | Riccardo Fissore            |
|    | Italia (bandiera)   | D     | Maurizio Caccavale          |
|    | Italia (bandiera)   | D     | Giovanni Giuseppe Di Meglio |
|    | Italia (bandiera)   | D     | Mariano De Francesco        |
|    | Italia (bandiera)   | D     | Giuseppe Di Meo             |
|    | Italia (bandiera)   | D     | Salvo Parisi                |
|    | Italia (bandiera)   | D     | Francesco De Falco          |
|    | Italia (bandiera)   | D     | Carmine Peluso              |
|    | Italia (bandiera)   | D     | Vincesco Saladino           |
|    | Italia (bandiera)   | C     | Alessandro Manca            |
|    | Italia (bandiera)   | C     | Francesco Tudisco           |
|    | Svizzera (bandiera) | C     | Giovanni Adamo              |

| N. |                   | Ruolo | Calciatore          |
| -- | ----------------- | ----- | ------------------- |
|    | Italia (bandiera) | C     | Carlo Ricchetti     |
|    | Italia (bandiera) | C     | Luigi D'Alessio     |
|    | Italia (bandiera) | C     | Gaetano Fontana     |
|    | Italia (bandiera) | C     | Fiorenzo D'Ainzara  |
|    | Italia (bandiera) | C     | Michele Andrisani   |
|    | Italia (bandiera) | C     | Giuseppe Del Gaudio |
|    | Italia (bandiera) | C     | Michele Menolascina |
|    | Italia (bandiera) | C     | Alessio Balducci    |
|    | Italia (bandiera) | C     | Michele Solimene    |
|    | Italia (bandiera) | C     | Vincenzo De Liguori |
|    | Italia (bandiera) | A     | Nunzio Lazzaro      |
|    | Italia (bandiera) | A     | Davide Di Nicola    |
|    | Italia (bandiera) | A     | Salvatore Fresta    |
|    | Italia (bandiera) | A     | Giulio Russo        |

## Risultati

### Campionato

#### Girone di andata
| Arbitro: | Lombardi (Lanciano) |

|                |           |           |
| De Liguori 89’ | Marcatori | 69’ Gallo |

| Arbitro: | Dondarini (Finale Emilia) |

|                |           |           |
| La Vaccara 61’ | Marcatori | 3’ Fresta |

| Arbitro: | Pieri (Genova) |

|               |           |              |
| Di Nicola 26’ | Marcatori | 41’ Pilleddu |

| Arbitro: | Lecci (Varese) |

|  |           |            |
|  | Marcatori | 44’ Fresta |

| Arbitro: | Carlucci (Molfetta) |

|            |           |                           |
| Fresta 88’ | Marcatori | 14’ Federici 51’ Baglieri |

| Arbitro: | Niccolai (Livorno) |

|                   |           |               |
| L. Pellegrini 51’ | Marcatori | 81’ Di Meglio |

| Palermo 17 ottobre 1999 7ª giornata | Palermo            | 0 – 0 | Juve Stabia | Stadio La Favorita\| Arbitro: \| Angisani (Salerno) \| |
| Arbitro:                            | Angisani (Salerno) |       |             |                                                        |

| Arbitro: | Girardi (San Donà di Piave) |

|                                     |           |  |
| Di Nicola 3’, 40’, 62’ Saladino 45’ | Marcatori |  |

| Arbitro: | Ciampi (Pisa) |

|                         |           |                       |
| Manni 45+1’ Parlato 86’ | Marcatori | 2’ Fontana 28’ Fresta |

| Arbitro: | Battaglia (Messina) |

|                                  |           |                    |
| Di Nicola 23’ (rig.) Lazzaro 55’ | Marcatori | 71’ (rig.) Tudisco |

| Arbitro: | Belloli (Bergamo) |

|                |           |               |
| Passiatore 22’ | Marcatori | 48’ Di Nicola |

| Arbitro: | Lombardi (Lanciano) |

|                                    |           |             |
| Di Nicola 21’, 64’ Menolascina 30’ | Marcatori | 63’ Testini |

| Arbitro: | Palmieri (Cosenza) |

|               |           |  |
| Ricchetti 64’ | Marcatori |  |

| Arbitro: | Dondarini (Finale Emilia) |

|                           |           |                 |
| E. Baggio 48’, 75’ (rig.) | Marcatori | 72’ Menolascina |

| Arbitro: | M. Mazzoleni (Bergamo) |

|            |           |              |
| Di Meo 70’ | Marcatori | 17’ Deflorio |

| Arbitro: | Mariuzzo (Mestre) |

|             |           |  |
| Vigiani 39’ | Marcatori |  |

| Arbitro: | Cirone (Palermo) |

|  |           |               |
|  | Marcatori | 47’ Di Corcia |

#### Girone di ritorno
| Arbitro: | Rizzoli (Bologna) |

|                            |           |               |
| Bazzani 4’, 11’ Tarana 63’ | Marcatori | 24’ Di Nicola |

| Arbitro: | De Marco (Chiavari) |

|  |           |             |
|  | Marcatori | 72’ Puglisi |

| Nocera Inferiore 23 gennaio 2000 20ª giornata | Nocerina      | 0 – 0 | Juve Stabia | Stadio San Francesco d'Assisi\| Arbitro: \| Ciampi (Pisa) \| |
| Arbitro:                                      | Ciampi (Pisa) |       |             |                                                              |

| Arbitro: | Marchesi (Bergamo) |

|                          |           |          |
| Di Nicola 57’ Fresta 68’ | Marcatori | 14’ Dosi |

| Castel di Sangro 6 febbraio 2000 22ª giornata | Castel di Sangro   | 0 – 0 | Juve Stabia | Stadio Teofilo Patini\| Arbitro: \| Esposito (Trapani) \| |
| Arbitro:                                      | Esposito (Trapani) |       |             |                                                           |

| Arbitro: | Masiero (Mestre) |

|                                          |           |  |
| Fissore 37’ Fresta 45+1’ Di Nicola 90+4’ | Marcatori |  |

| Arbitro: | Belloli (Bergamo) |

|                          |           |                 |
| Di Nicola 26’ Fresta 34’ | Marcatori | 64’ Mastrolilli |

| Arbitro: | Trefoloni (Siena) |

|                               |           |                       |
| Tiribocchi 6’ Bertuccelli 66’ | Marcatori | 50’ Di Meo 53’ Fresta |

| Arbitro: | Girardi (San Donà di Piave) |

|            |           |               |
| Fresta 71’ | Marcatori | 30’ Terrevoli |

| Arbitro: | Marchesi (Bergamo) |

|                   |           |                         |
| Di Giannatale 58’ | Marcatori | 2’ Di Nicola 30’ Fresta |

| Arbitro: | Dattilo (Locri) |

|               |           |                                 |
| Di Nicola 45’ | Marcatori | 53’ (rig.) Battaglia 59’ Marzio |

| Arbitro: | Belloli (Bergamo) |

|                             |           |  |
| Testini 28’, 63’ Turchi 75’ | Marcatori |  |

| Arbitro: | Trefoloni (Siena) |

|                           |           |  |
| Moscelli 21’ Rizzioli 49’ | Marcatori |  |

| Arbitro: | Benedetti (Vicenza) |

|             |           |                    |
| Fontana 31’ | Marcatori | 38’ (aut.) Fontana |

| Arbitro: | Palanca (Roma) |

|                                   |           |                 |
| An. Parisi 1’ Deflorio 13’ (rig.) | Marcatori | 43’, 88’ Fresta |

| Arbitro: | M. Mazzoleni (Bergamo) |

|  |           |                        |
|  | Marcatori | 19’ Lucidi 87’ Zerbini |

| Arbitro: | Girardi (San Donà di Piave) |

|                                   |           |  |
| De Feudis 34’ (rig.) Gianella 64’ | Marcatori |  |

### Play-out
| Arbitro: | Belloli (Bergamo) |

|                                      |           |  |
| Testa 48’ Pannitteri 64’, 86’ (rig.) | Marcatori |  |

| Arbitro: | Rizzoli (Bologna) |

|                    |           |  |
| Fontana 37’ (rig.) | Marcatori |  |

### Coppa Italia

#### Gruppo 7
| Arbitro: | P. Rossi (Ciampino) |

|               |           |  |
| Di Nicola 54’ | Marcatori |  |

| Reggio Emilia 18 agosto 1999 2ª giornata | Reggiana         | 0 – 0 | Juve Stabia | Stadio Giglio\| Arbitro: \| Branzoni (Pavia) \| |
| Arbitro:                                 | Branzoni (Pavia) |       |             |                                                 |

| Arbitro: | Cassarà (Palermo) |

|               |           |  |
| Ma. Rossi 41’ | Marcatori |  |

| Arbitro: | Rodomonti (teramo) |

|                                                     |           |                           |
| Pisano 41’, 84’ (rig.) Massara 43’ Palumbo 67’, 76’ | Marcatori | 49’, 54’ (rig.) Di Nicola |

| Arbitro: | Bonfrisco (Monza) |

|               |           |  |
| Bonazzoli 74’ | Marcatori |  |

| Arbitro: | N. Ayroldi (Molfetta) |

|               |           |                                        |
| Lazzaro 90+5’ | Marcatori | 3’ Al. Parisi 45+1’ Falco 73’ Adeshina |

### Coppa Italia di Serie C

#### Sedicesimi di finale
| Arbitro: | S. Ayroldi (Molfetta) |

|  |           |               |
|  | Marcatori | 36’ Andreotti |

| Arbitro: | Ardito (Bari) |

|                      |           |             |
| Trinchera 83’ (rig.) | Marcatori | 72’ Fontana |